# 1963年最高裁判所裁判官国民審査
1963年最高裁判所裁判官国民審査（1963ねんさいこうさいばんしょさいばんかんこくみんしんさ）は、1963年（昭和38年）11月21日に第30回衆議院議員総選挙と共に執行された最高裁判所裁判官国民審査。

## 総論
9人の最高裁判所裁判官に対して国民審査が行われ、全員罷免しないとされた。投票率は70.22%であった。
入江俊郎は1952年最高裁判所裁判官国民審査に審査受けており、再審査であった。この国民審査以降は現在に至るまで再審査は1度も行われていない。

## 国民審査の結果
| 裁判官     | 罷免を可とする票 | 罷免を可としない票 | 罷免を可とする率 |
| ---------- | ---------------- | ------------------ | ---------------- |
| 入江俊郎   | 3,101,211        | 34,513,425         | 8.24%            |
| 齋藤朔郎   | 3,004,064        | 34,612,083         | 7.99%            |
| 長部謹吾   | 2,869,346        | 34,747,552         | 7.63%            |
| 山田作之助 | 2,853,898        | 34,762,340         | 7.59%            |
| 城戸芳彦   | 2,753,799        | 34,863,437         | 7.32%            |
| 石田和外   | 2,683,306        | 34,933,350         | 7.13%            |
| 横田正俊   | 2,662,479        | 34,954,421         | 7.08%            |
| 草鹿淺之介 | 2,649,597        | 34,968,074         | 7.04%            |
| 五鬼上堅磐 | 2,812,776        | 34,805,270         | 7.48%            |